# Distretto di Kra Buri
Il distretto di Kra Buri (in thailandese: กระบุรี) è un distretto (amphoe) della Thailandia, situato nella provincia di Ranong.